# Christoph Möllers

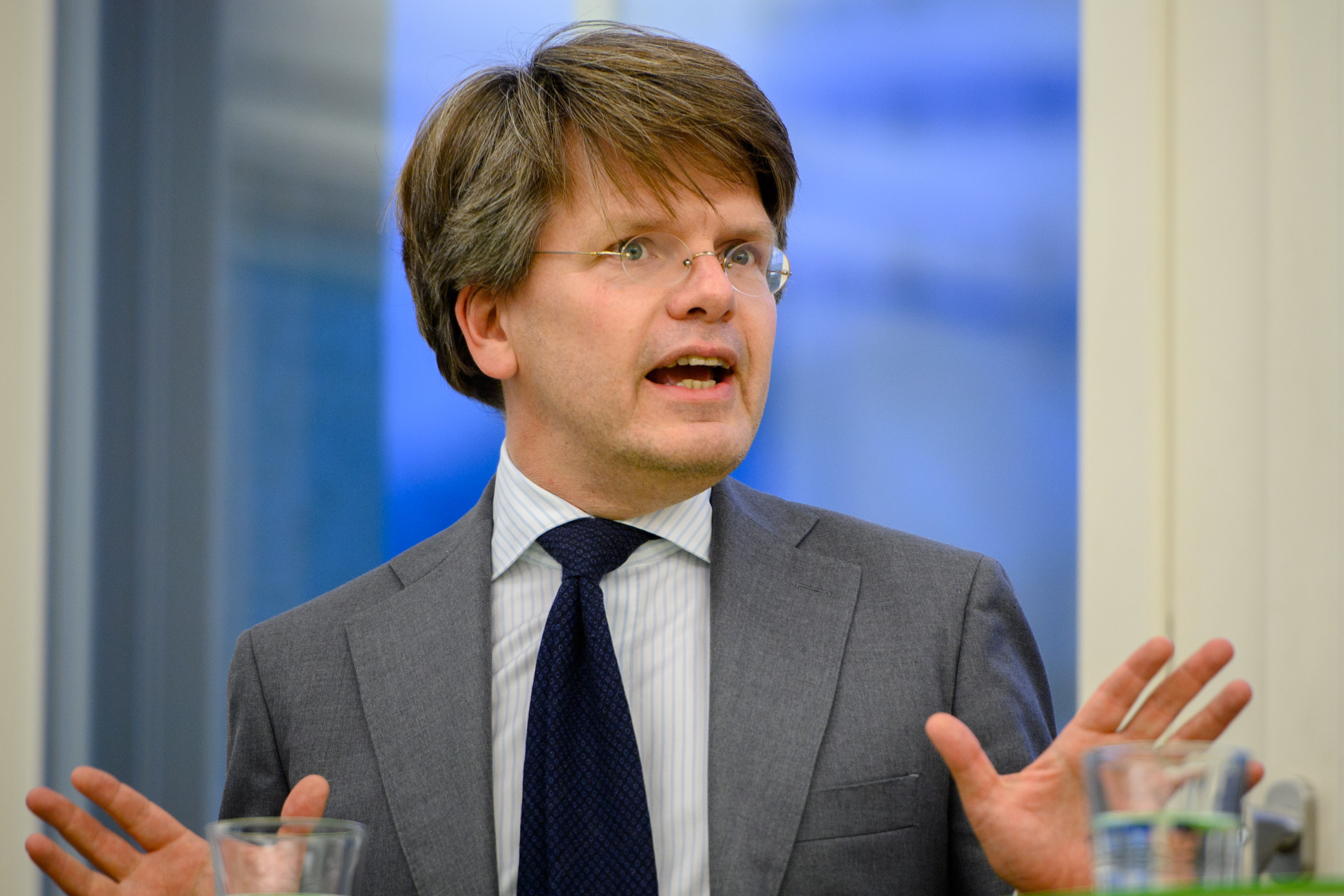
Christoph Möllers (2014)

Christoph Möllers (* 7. Februar 1969 in Bochum) ist ein deutscher Rechtswissenschaftler. Er hat seit 2009 einen Lehrstuhl für Öffentliches Recht, insbesondere Verfassungsrecht, und Rechtsphilosophie an der Humboldt-Universität zu Berlin inne. Möllers ist designierter Rektor des Wissenschaftskollegs zu Berlin. Er soll sein Amt voraussichtlich zum 1. September 2026 in der Nachfolge der Historikerin Barbara Stollberg-Rilinger antreten.

## Leben
Möllers wuchs in Bochum als Sohn von Literaturwissenschaftlern auf und lebte eine Zeitlang mit seinem Vater in einer Wohngemeinschaft. Er nahm 1989 ein Studium der Rechtswissenschaften und Philosophie an der Universität Tübingen auf. Ab 1991 studierte er an der Universität München Rechtswissenschaften und Komparatistik. Seine Staatsexamina legte er 1994 in München und 1997 in Berlin ab. An der Universität von Chicago erwarb er 1995 den akademischen Grad eines Master of Laws (LL.M.). Nach dem Referendariat war er ab Juli 1997 Wissenschaftlicher Assistent an der TU Dresden bei Hartmut Bauer. 1999 wurde er an der Universität München mit seiner Arbeit Staat als Argument bei Udo Di Fabio und Peter Lerche zum Dr. jur. promoviert. 2000 wurde Christoph Möllers Wissenschaftlicher Assistent am Institut für deutsches und europäisches Verwaltungsrecht der Universität Heidelberg bei Eberhard Schmidt-Aßmann. 2002 war er Emile Noël Fellow im Jean Monnet Center der New York University.
2004 habilitierte er sich an der Universität Heidelberg mit einer Arbeit zur Gewaltengliederung und erhielt die Venia Legendi für Öffentliches Recht, Völker-, Europarecht und Rechtsphilosophie. Nach einer Lehrstuhlvertretung an der Universität Hamburg im Sommer 2004 wurde Möllers im November 2004 an der Universität Münster zum Universitätsprofessor für Öffentliches Recht (C3) ernannt; von Oktober 2005 bis September 2009 war er Inhaber des Lehrstuhls für Öffentliches Recht, insbesondere Staatsrecht an der Universität Göttingen. 2006 und 2007 war er Fellow am Wissenschaftskolleg zu Berlin.
Im September 2009 wechselte Christoph Möllers an die Humboldt-Universität zu Berlin, wo er in Nachfolge von Bernhard Schlink den Lehrstuhl für Öffentliches Recht, insbesondere Verfassungsrecht und Rechtsphilosophie übernahm.
Seit 2006 ist Möllers Mitherausgeber der Fachzeitschrift Der Staat. Er hatte eine Kolumne in der FAZ und veröffentlicht regelmäßig Essays in der Kulturzeitschrift Merkur. Seit 2020 ist Möllers „Senior Advisor“ der von Erck Rickmers gegründeten Hamburger Denkfabrik „The New Institute“.

## Wirken
Möllers legte im Mai 2007 im Auftrag des BDI eine Studie vor, die das vorgeschlagene Modell der Privatisierung der Deutschen Bahn als verfassungs- und bilanzrechtlich unhaltbar kritisierte.
Möllers war Prozessbevollmächtigter der Bundesregierung im Verfahren über die Vorratsdatenspeicherung vor dem Bundesverfassungsgericht und verteidigte die Vorratsdatenspeicherung auch danach aktiv in der öffentlichen Diskussion. Er war u. a. auch Bevollmächtigter der Bundesregierung im Verfahren gegen das BKA-Gesetz und zusammen mit Christian Waldhoff Bevollmächtigter des Bundesrats im NPD-Verbotsverfahren. Er selbst ordnet sich als politisch „liberal“ ein. Möllers war zunächst Anhänger der Grünen und ist nun Mitglied der SPD.
Im Jahr 2021 wurde sein Sachbuch Freiheitsgrade. Elemente einer liberalen politischen Mechanik für den Preis der Leipziger Buchmesse (Kategorie: Sachbuch/Essayistik) nominiert.
Möllers gehört zu den Initiatoren der Charta der Digitalen Grundrechte der Europäischen Union, die Ende November 2016 veröffentlicht wurde.

## Auszeichnungen
- 2016: Gottfried Wilhelm Leibniz-Preis[13]
- 2019: Schader-Preis[14]
- 2021: Tractatus-Preis für Freiheitsgrade. Elemente einer liberalen politischen Mechanik[15]

## Mitgliedschaften
- Seit 2007: Ordentliches Mitglied in der Sozialwissenschaftlichen Klasse der Berlin-Brandenburgische Akademie der Wissenschaften
- Mitglied der Vereinigung für Verfassungsgeschichte

## Schülerinnen
- Sabine Müller-Mall, Professorin an der Technischen Universität Dresden[16]
- Bettina Schöndorf-Haubold, Professorin an der Justus-Liebig-Universität Gießen[16]

## Schriften (Auswahl)
- Staat als Argument. C.H. Beck, München 2000, ISBN 3-406-46860-8 (zugl. Dissertation).
- Gewaltengliederung. Legitimation und Dogmatik im nationalen und internationalen Rechtsvergleich. Mohr Siebeck, Tübingen 2005, ISBN 3-16-148670-6 (zugl. Habilitationsschrift).
- Verfassunggebende Gewalt – Verfassung – Konstitutionalisierung. Begriffe der Verfassung in Europa. In: Armin von Bogdandy, Jürgen Bast (Hrsg.): Europäisches Verfassungsrecht. Theoretische und dogmatische Grundzüge. 1. Aufl. 2003, 2. Auflage, Springer, Berlin/Heidelberg u. a. 2009, ISBN 978-3-540-73809-1.
- Der vermisste Leviathan. Juristische Staatstheorie in der Bundesrepublik. Suhrkamp, Frankfurt am Main 2008, ISBN 978-3-518-12545-8.
- Demokratie – Zumutungen und Versprechen. Wagenbach, Berlin 2008, ISBN 978-3-8031-2580-4.
- Das Grundgesetz – Geschichte und Inhalt. Beck, München 2009, ISBN 978-3-406-56270-9.
- gemeinsam mit Matthias Jestaedt, Oliver Lepsius und Christoph Schönberger: Das entgrenzte Gericht. Eine kritische Bilanz nach sechzig Jahren Bundesverfassungsgericht. Suhrkamp, Berlin 2011, ISBN 978-3-518-12638-7.
- The Three Branches. A Comparative Model of Separation of Powers. Oxford University Press, Oxford 2013, ISBN 978-0-19-960211-7.
- Die Möglichkeit der Normen. Über eine Praxis jenseits von Moralität und Kausalität. Suhrkamp, Berlin 2015, ISBN 978-3-518-58611-2.
- mit Linda Schneider: Demokratiesicherung in der Europäischen Union. Studie zu einer europäischen Aufgabe, hrsg. von der Heinrich-Böll-Stiftung, Berlin 2018, ISBN 978-3-86928-171-1.
- Freiheitsgrade. Elemente einer liberalen politischen Mechanik, Suhrkamp, Berlin 2020, ISBN 978-3-518-12755-1.
- Demokratie und Gewaltengliederung. Studien zur Verfassungstheorie, Suhrkamp, Berlin 2025, ISBN 978-3-518-30063-3.